# Дугме за пети спрат
„Дугме за пети спрат“ је ТВ новогодишњи шоу програм ТВ Београд из 1963. године. Режирао га је Александар Ђорђевић, а сценарио је писао Новак Новак. Емитован је 31. децембра 1963.

## Улоге
| Глумац                     | Улога |
| -------------------------- | ----- |
| Милена Дравић              |       |
| Жика Миленковић            |       |
| Властимир Ђуза Стојиљковић |       |
| Михајло Викторовић         |       |
| Мира Динуловић             |       |
| Томанија Ђуричко           |       |
| Стјепан Џими Станић        |       |
| Ђорђе Марјановић           |       |
| Лола Новаковић             |       |
| Михајло Бата Паскаљевић    |       |
| Борис Радак                |       |
| Мирко Шоуц                 |       |